# Инженерный батальон 5-й дивизии польских стрелков

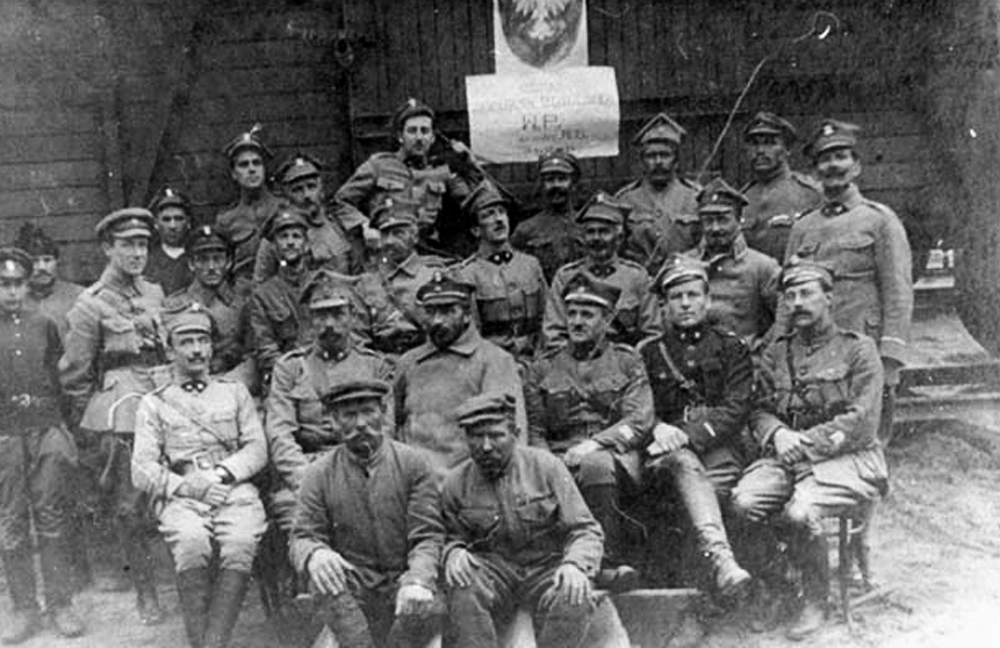
Инженерный батальон 5-й дивизии польских стрелков, в Новониколаевске, 1919 год. Второй ряд, третий справа - начальник отдела технического снабжения батальона и заместитель командира майор Мариан Стржетельский.

Инженерный батальон 5-й дивизии польских стрелков (пол. Batalion Inżynieryjny 5 Dywizji Strzelców Polskich) — подразделение инженерных войск в составе 5-й дивизии польских стрелков.

## История
В конце 1918 года в Новониколаевске в Сибири был организован инженерный батальон входивший в состав 5-й дивизии польских стрелков и отдел технического снабжения дивизии во главе с капитаном Марианом Стшетельским.
На рубеже 1918/1919 года батальон состоял из трех рот: саперной, железнодорожной и технической. До июля 1919 года в подразделениях проводилась интенсивная общевойсковая и специализированная подготовка. Саперная рота выполняла минирование, строительство мостов и дорог. Железнодорожная рота занималась ремонтом поездов, ремонтом железнодорожных линий и восстановление разрушенных железнодорожных мостов. Техническая рота отвечала за телеграф, радио и прожектора. 
В распоряжении дивизии было 4 бронепоезда с именами: "Варшава", "Познань", "Познань II" и "Краков" захваченные у большевиков. Угрозу для бронепоездов представляли отряды большевистских партизан, которые совершали набеги на вокзалы и разрушали железнодорожное полотно. Ресурсов которыми располагал инженерный батальон, в особенности железнодорожная рота были очень ограниченными что бы полностью удовлетворить поставленным задачам, поэтому часть солдат из других батальонов дивизии была вынуждена самостоятельно заниматься облуживанием поездов и ремонтов железнодорожных путей.
С октября 1919 года 5-я дивизия польских стрелков выступала в роли арьергарда Белой армии и на батальон наложилась задача по подготовке отступления дивизии дальше по Транссибу, а так же подготовка к боям с большевиками, которые численно значительно превосходили личный состав 5-й дивизии польских стрелков. Выполняя все поставление задачи инженерный батальон просуществовал до последних дней дивизии. В бою под станцией Клюквенная дивизия была окружена. Из за недостатка снабжения, усталости и холодной сибирской зимы большая часть солдат и офицеров сложила оружия, но командир 5-й дивизии польских стрелков полковник Казимир Румша с частью личного состава капитулировать отказалась и с боем прорвался в Иркутск, откуда через Маньчжурию вернулись в Польшу. Личный состав инженерного батальона который прибыл в Польшу вступил в ряды Сибирской бригады для участия Советско-польской войне.

## Структура и личный состав батальона
- командир батальона - майор Юзеф Свирщевский
- заместитель командира - майор Мариан Стржетельский
- командир саперной роты - поручик Ленк
- командир железнодорожной роты - поручик Цезарь
- командир технической роты - поручик Подолецкий
- главный врач батальона - Юлий Винклер
- врач - поручик Александр Хубинский